# Blindenvoetbal op de Paralympische Zomerspelen 2016
Op de XVe Paralympische Zomerspelen die in 2016 werden gehouden in Rio de Janeiro (stad), Brazilië was Blindenvoetbal een van de 22 sporten die werden beoefend. 

## Deelnemende landen
Overzicht van de acht deelnemende landen: 
- Argentinië
- Brazilië
- Spanje
- Iran

- Marokko
- Mexico
- China
- Turkije

## Groepsfase

### Poule A
| Pos | Land     | Wed | Win | Gel | Ver | DV | DT | +/− | Pnt |
| --- | -------- | --- | --- | --- | --- | -- | -- | --- | --- |
| 1   | Brazilië | 3   | 2   | 1   | 0   | 5  | 1  | +4  | 7   |
| 2   | Iran     | 3   | 1   | 2   | 0   | 2  | 0  | +2  | 5   |
| 3   | Turkije  | 3   | 0   | 2   | 1   | 1  | 3  | −2  | 2   |
| 4   | Marokko  | 3   | 0   | 1   | 2   | 2  | 6  | −4  | 1   |

|                               |                                             |       |              |                                                                                                 |
| 9 september 2016 9:00 (UTC−3) | Brazilië                                    | 3 – 1 | Marokko      | Centro Olímpico de Tênis, Rio de Janeiro Toeschouwers: 2,569 Scheidsrechter: Mariano Travaglino |
| 9 september 2016 9:00 (UTC−3) | - Ricardinho 31' - Jefinho 36' - Nonato 36' |       | - Hattab 13' | Centro Olímpico de Tênis, Rio de Janeiro Toeschouwers: 2,569 Scheidsrechter: Mariano Travaglino |

|                                |         |       |      |                                                                                            |
| 9 september 2016 16:00 (UTC−3) | Turkije | 0 – 0 | Iran | Centro Olímpico de Tênis, Rio de Janeiro Toeschouwers: 2,811 Scheidsrechter: Lucio Morgado |
| 9 september 2016 16:00 (UTC−3) |         |       |      | Centro Olímpico de Tênis, Rio de Janeiro Toeschouwers: 2,811 Scheidsrechter: Lucio Morgado |

|                                |         |                                     |      |                                                                                                 |
| 11 september 2016 9:00 (UTC−3) | Marokko | 0 – 2                               | Iran | Centro Olímpico de Tênis, Rio de Janeiro Toeschouwers: 2,374 Scheidsrechter: Mariano Travaglino |
| 11 september 2016 9:00 (UTC−3) |         | - Rajabpour 13' - Zadaliasghari 14' |      | Centro Olímpico de Tênis, Rio de Janeiro Toeschouwers: 2,374 Scheidsrechter: Mariano Travaglino |

|                                 |                                      |       |         |                                                                                                |
| 11 september 2016 16:00 (UTC−3) | Brazilië                             | 2 – 0 | Turkije | Centro Olímpico de Tênis, Rio de Janeiro Toeschouwers: 2,596 Scheidsrechter: François Carcouët |
| 11 september 2016 16:00 (UTC−3) | - Ricardinho 13' - Cássio 37' (pen.) |       |         | Centro Olímpico de Tênis, Rio de Janeiro Toeschouwers: 2,596 Scheidsrechter: François Carcouët |

|                                |          |       |      |                                                                                                 |
| 13 september 2016 9:00 (UTC−3) | Brazilië | 0 – 0 | Iran | Centro Olímpico de Tênis, Rio de Janeiro Toeschouwers: 2,355 Scheidsrechter: Mariano Travaglino |
| 13 september 2016 9:00 (UTC−3) |          |       |      | Centro Olímpico de Tênis, Rio de Janeiro Toeschouwers: 2,355 Scheidsrechter: Mariano Travaglino |

|                                 |              |       |            |                                                                                              |
| 13 september 2016 16:00 (UTC−3) | Marokko      | 1 – 1 | Turkije    | Centro Olímpico de Tênis, Rio de Janeiro Toeschouwers: 1,933 Scheidsrechter: Germi Guimaraes |
| 13 september 2016 16:00 (UTC−3) | - Snisla 27' |       | - Öcal 25' | Centro Olímpico de Tênis, Rio de Janeiro Toeschouwers: 1,933 Scheidsrechter: Germi Guimaraes |

### Poule B
| Pos | Land       | Wed | Win | Gel | Ver | DV | DT | +/− | Pnt |
| --- | ---------- | --- | --- | --- | --- | -- | -- | --- | --- |
| 1   | Argentinië | 3   | 2   | 1   | 0   | 3  | 0  | +3  | 7   |
| 2   | China      | 3   | 2   | 1   | 0   | 3  | 0  | +3  | 7   |
| 3   | Spanje     | 3   | 1   | 0   | 2   | 1  | 2  | −1  | 3   |
| 4   | Mexico     | 3   | 0   | 0   | 3   | 0  | 5  | −5  | 0   |

|                                |        |               |       |                                                                                              |
| 9 september 2016 11:00 (UTC−3) | Spanje | 0 – 1         | China | Centro Olímpico de Tênis, Rio de Janeiro Toeschouwers: 2,569 Scheidsrechter: Germi Guimaraes |
| 9 september 2016 11:00 (UTC−3) |        | - Wang Z. 43' |       | Centro Olímpico de Tênis, Rio de Janeiro Toeschouwers: 2,569 Scheidsrechter: Germi Guimaraes |

|                                |                           |       |        |                                                                                              |
| 9 september 2016 20:00 (UTC−3) | Argentinië                | 2 – 0 | Mexico | Centro Olímpico de Tênis, Rio de Janeiro Toeschouwers: 3,065 Scheidsrechter: Germi Guimaraes |
| 9 september 2016 20:00 (UTC−3) | - Espinillo 2' - Velo 15' |       |        | Centro Olímpico de Tênis, Rio de Janeiro Toeschouwers: 3,065 Scheidsrechter: Germi Guimaraes |

|                                 |             |       |        |                                                                                            |
| 11 september 2016 11:00 (UTC−3) | Argentinië  | 1 – 0 | Spanje | Centro Olímpico de Tênis, Rio de Janeiro Toeschouwers: 2,374 Scheidsrechter: Lucio Morgado |
| 11 september 2016 11:00 (UTC−3) | - Véliz 29' |       |        | Centro Olímpico de Tênis, Rio de Janeiro Toeschouwers: 2,374 Scheidsrechter: Lucio Morgado |

|                                 |                       |       |        |                                                                                              |
| 11 september 2016 20:00 (UTC−3) | China                 | 2 – 0 | Spanje | Centro Olímpico de Tênis, Rio de Janeiro Toeschouwers: 3,099 Scheidsrechter: Germi Guimaraes |
| 11 september 2016 20:00 (UTC−3) | - Wei 4' - Wang Y. 9' |       |        | Centro Olímpico de Tênis, Rio de Janeiro Toeschouwers: 3,099 Scheidsrechter: Germi Guimaraes |

|                                 |       |       |            |                                                                                                |
| 13 september 2016 11:00 (UTC−3) | China | 0 – 0 | Argentinië | Centro Olímpico de Tênis, Rio de Janeiro Toeschouwers: 2,355 Scheidsrechter: François Carcouët |
| 13 september 2016 11:00 (UTC−3) |       |       |            | Centro Olímpico de Tênis, Rio de Janeiro Toeschouwers: 2,355 Scheidsrechter: François Carcouët |

|                                 |        |              |        |                                                                                           |
| 13 september 2016 20:00 (UTC−3) | Mexico | 0 – 1        | Spanje | Centro Olímpico de Tênis, Rio de Janeiro Toeschouwers: 3,080 Scheidsrechter: Rafael Glock |
| 13 september 2016 20:00 (UTC−3) |        | - Acosta 14' |        | Centro Olímpico de Tênis, Rio de Janeiro Toeschouwers: 3,080 Scheidsrechter: Rafael Glock |

## knockoutfase
|  | Halve finale | Halve finale |   |              | Finale       | Finale |
|  |              |              |   |              |              |        |
|  | 15 septimber |              |   |              |              |        |
|  | Brazilië     | 2            |   |              |              |        |
|  | China        | 1            |   |              |              |        |
|  |              |              |   |              |              |        |
|  |              |              |   |              | 17 septimber |        |
|  |              |              |   |              | Brazilië     | 1      |
|  |              | Iran         | 0 |              |              |        |
|  |              |              |   |              |              |        |
|  |              |              |   |              | Derde plaats |        |
|  | 15 septimber | 15 septimber |   | 17 septimber | 17 septimber |        |
|  | Argentinië   | 0 (1)        |   | China        | 0 (0)        |        |
|  | Iran         | 0 (2)        |   |              | Argentinië   | 0 (1)  |

### Halve finales
|                                 |                    |       |               |                                                                                                 |
| 15 september 2016 16:00 (UTC−3) | Brazilië           | 2 – 1 | China         | Centro Olímpico de Tênis, Rio de Janeiro Toeschouwers: 3,026 Scheidsrechter: Mariano Travaglino |
| 15 september 2016 16:00 (UTC−3) | - Jefinho 20', 30' |       | - Wang Y. 14' | Centro Olímpico de Tênis, Rio de Janeiro Toeschouwers: 3,026 Scheidsrechter: Mariano Travaglino |

|                                 |                            |       |                              |                                                                                            |
| 15 september 2016 20:00 (UTC−3) | Argentinië                 | 0 – 0 | Iran                         | Centro Olímpico de Tênis, Rio de Janeiro Toeschouwers: 2,907 Scheidsrechter: Lucio Morgado |
| 15 september 2016 20:00 (UTC−3) |                            |       |                              | Centro Olímpico de Tênis, Rio de Janeiro Toeschouwers: 2,907 Scheidsrechter: Lucio Morgado |
| 15 september 2016 20:00 (UTC−3) | Strafschoppen              |       |                              | Centro Olímpico de Tênis, Rio de Janeiro Toeschouwers: 2,907 Scheidsrechter: Lucio Morgado |
| 15 september 2016 20:00 (UTC−3) | * Espinillo - Velo - Véliz | 1 – 2 | * Rahimighasr - Shahhosseini | Centro Olímpico de Tênis, Rio de Janeiro Toeschouwers: 2,907 Scheidsrechter: Lucio Morgado |

### Bronzen finale
|                                 |                       |       |                    |                                                                                              |
| 17 september 2016 14:00 (UTC−3) | China                 | 0 – 0 | Argentinië         | Centro Olímpico de Tênis, Rio de Janeiro Toeschouwers: 2,900 Scheidsrechter: Germi Guimaraes |
| 17 september 2016 14:00 (UTC−3) |                       |       |                    | Centro Olímpico de Tênis, Rio de Janeiro Toeschouwers: 2,900 Scheidsrechter: Germi Guimaraes |
| 17 september 2016 14:00 (UTC−3) | Strafschoppen         |       |                    | Centro Olímpico de Tênis, Rio de Janeiro Toeschouwers: 2,900 Scheidsrechter: Germi Guimaraes |
| 17 september 2016 14:00 (UTC−3) | * Wei - Liu - Wang Y. | 0–1   | * Espinillo - Velo | Centro Olímpico de Tênis, Rio de Janeiro Toeschouwers: 2,900 Scheidsrechter: Germi Guimaraes |

### Finale
|                                 |                |       |      |                                                                                                 |
| 17 september 2016 17:00 (UTC−3) | Brazilië       | 1 – 0 | Iran | Centro Olímpico de Tênis, Rio de Janeiro Toeschouwers: 3,118 Scheidsrechter: Mariano Travaglino |
| 17 september 2016 17:00 (UTC−3) | Ricardinho 12' |       |      | Centro Olímpico de Tênis, Rio de Janeiro Toeschouwers: 3,118 Scheidsrechter: Mariano Travaglino |

### Medaillewinnaars
| Goud | Zilver | Brons |
| --- | --- | --- |
| Brazilië Luan de Lacerda doelman Cássio Lopes dos Reis Damião Robson Tiago da Silva Jeferson da Conceição Raimundo Nonato Alves Marcos Alves Felipe Ricardo Alves Maurício Dumbo Vinícius Tranchezzi doelman | Iran Meysam Shojaeiyan doelman Amir Pourrazavi Mohammadreza Mehninasab Hossein Rajabpour Mohammad Heidari Sadegh Rahimighasr Behzad Zadaliasghari Ahmadreza Shahhosseini Rasool Baseri Akbar Shoushtari doelman | Argentinië Darío Lencina doelman Ángel Deldo Federico Accardi Froilán Padilla Silvio Velo Lucas Rodríguez David Peralta Nicolás Véliz Germán Muleck doelman Maximiliano Espinillo |

Atletiek · Bankdrukken · Basketbal · Blindenvoetbal · Boogschieten · Boccia · CP-voetbal · Goalball · Judo · Kanovaren · Paardensport · Roeien · Rugby · Schermen · Schietsport · Tafeltennis · Tennis · Triatlon · Volleybal · Wielersport · Zeilen · Zwemmen
Athene 2004 ·
Peking 2008 ·
Londen 2012 ·
Rio de Janeiro 2016 ·
Tokio 2020 ·
Parijs 2024 ·
Los Angeles 2028 ·